# Carbonado (diamante)

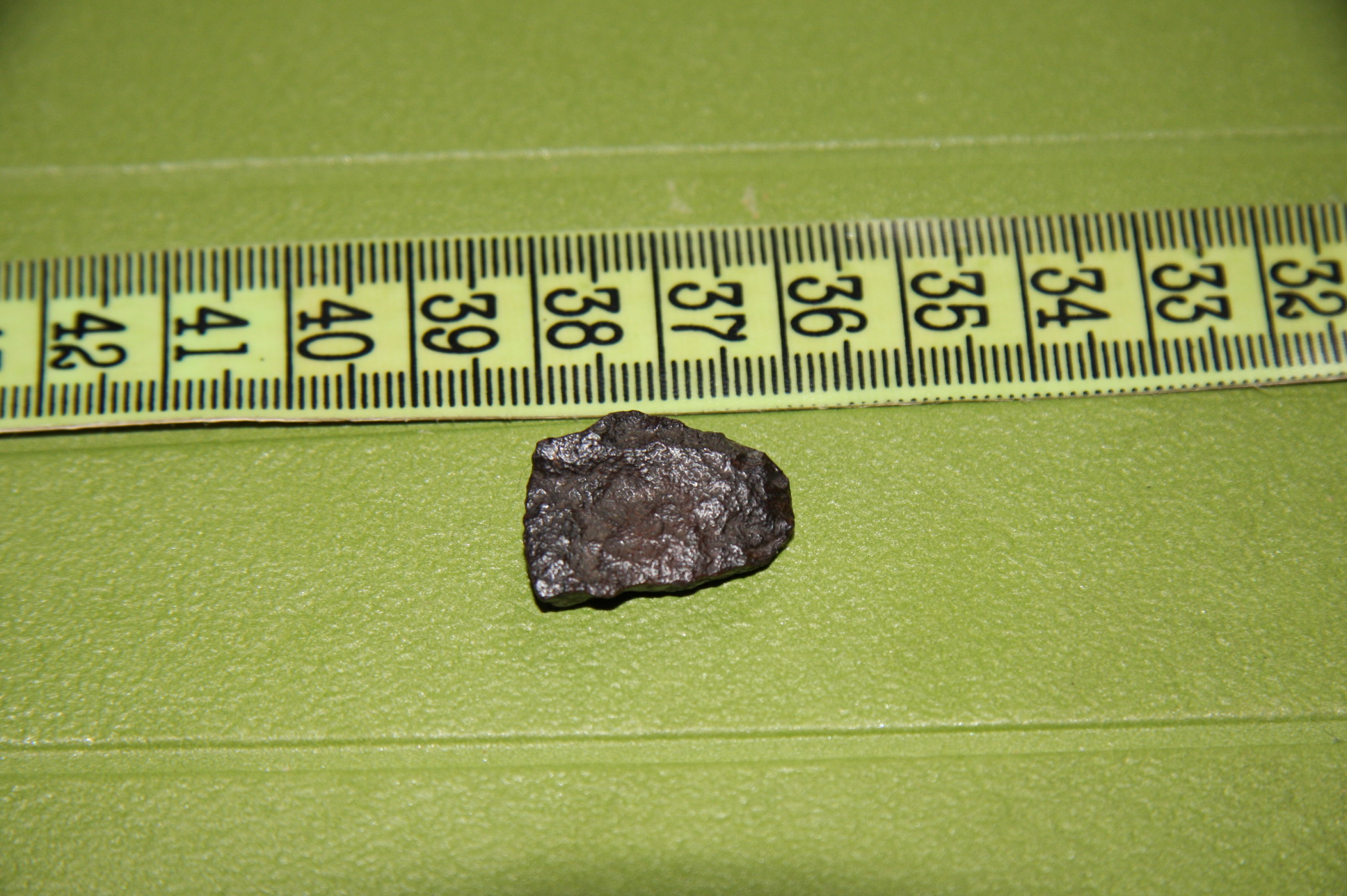
Carbonado da região de Voronej (Rússia).

Carbonado, por vezes chamado de diamante negro, é a forma mais dura de diamante natural. É uma variedade impura de diamante policristalino constituída de diamante, grafite e carbono amorfo. Encontra-se principalmente em depósitos aluviais na República Centro-Africana e no Brasil. Sua cor natural é preta ou cinza escuro, e o carbonado se apresenta mais poroso do que outros diamantes. Há muita confusão entre diamantes carbonados e diamantes negros (black diamonds), provavelmente porque os carbonados normalmente são negros. Ocorre que diamantes negros são cristais individuais enquanto os carbonados são policristalinos. Exemplos de diamantes negros são o Black Orlov e o Espírito de Grisogono.[carece de fontes?]. 
Exemplo da pedra é o carbonado Sérgio, o maior já encontrado (em menção ao garimpeiro Sérgio Borges de Carvalho, que o encontrou na Chapada Diamantina), de onde veio a origem do nome carbonado dado às gemas escuras em razão do seu aspecto carbonizado.

## Características
O carbonado é uma formação natural do diamante em agregado policristalino de elementos microscópicos medindo de 2 a 40 micra, muito porosos, de aspecto lustroso na superfície, e cuja cor varia do negro ao verde ou amarelo. Os carbonados são tão duros quanto os diamantes tradicionais e teriam sido formados de 2,6 a 3,8 bilhões de anos antes da nossa era.
A sua natureza policristalina faz com que suas propriedades mecânicas sejam muito heterogêneas. Ademais, há presença de bolhas e a ausência de plano de clivagem, já que não se trata de um único cristal de diamante, mas de milhares.
Os carbonados são encontrados em depósitos aluvionares recentes, na República Centro-Africana e no Brasil. Foram descobertos pelos brasileiros e chamados carbonados em razão de seu aspecto semelhante ao do carvão. Nos anos 1860, foram utilizados na exploração minerária para escavar rochas.
Ao contrário de outros diamantes naturais, o carbonado não contém inclusões derivadas do   manto terrestre e o valor de seu isótopo de carbono é muito baixo. Além disso, o carbonado tem forte luminescência (às vezes, fotoluminescência e catodoluminescência) provocada pelo nitrogênio, bem como pelos espaços existentes na sua estrutura cristalina. A análise dessa luminescência mostra que elementos radioativos participaram do processo de formação do carbonado.

## Teorias sobre a origem do carbonado
A origem do carbonado é controversa, sendo propostas as seguintes hipóteses:
1. Conversão direta do carbono orgânico,[4] em condições de alta pressão, no interior da Terra (a hipótese mais comum sobre a formação de diamantes)
2. Metamorfismo de choque, induzido por impacto meteorítico na superfície da Terra
3. Formação de diamante induzida por radiação emitida durante fissão espontânea de urânio e tório
4. Formação dentro de uma estrela gigante de geração anterior que há muito explodiu em uma supernova [5]
5. Origem no espaço interestelar devida ao impacto de um asteroide[5] Esse estudo sugere que os espectros de absorção de infravermelho do carbonado são semelhantes aos dos diamantes de origem extraterrestre; os significativos picos são devidos à abundância de nitrogênio e hidrogênio. Os pesquisadores concluíram que o mineral foi formado em um ambiente em um ambiente interestelar. Nesse sentido os carbonados são teoricamente semelhantes à poeira cósmica rica em carbono, provavelmente formada em um ambiente próximo a estrelas de carbono. Supõe-se que os diamantes tenham sido fragmentos de um corpo do tamanho de um asteroide que posteriormente caíram sobre a Terra na forma de meteoritos.

Nenhuma dessas hipóteses havia sido amplamente aceita na literatura científica até 2008.

### Nome e novas hipóteses
Os carbonados receberam esse nome pelos mineiros da Chapada Diamantina por seu aspecto escuro, como se fosse queimado ou "carbonizado" - foram descobertos na década de 1840 no interior baiano e sua única outra fonte conhecida é na República Centro-Africana, o que faz supor que ambas jazidas tenham a mesma origem.
As gemas brasileiras e africanas trazem tantas semelhanças entre si que a relação entre as duas jazidas, segundo o especialista Peter Heaney da Universidade Estadual da Pensilvânia, tem sua origem possivelmente quando as duas partes de terra eram unidas e foram separadas quando o supercontinente Pangeia se dividiu, há 180 milhões de anos.
Ao contrário de outros tipos de diamantes, os carbonados apresentam uma gama de minerais presentes na sua composição, como o nitreto de titânio da osbornita, presentes na maioria das vezes em meteoritos, de forma que sua origem pode estar ligada à formação de estrelas ricas em carbono e que tenham caído na Terra como meteoritos entre 4 e 3,8 bilhões de anos atrás - uma hipótese exposta em 1996 por Stephen Haggerty. Essa ideia, contudo, vem sendo contestada por outros estudos que encontraram osbornita em outras pedras de origem mantélica - mas essa origem não consegue explicar a presença de poros nos carbonados, plausível com a origem estelar. Por outro lado, o carbono ali presente é do tipo "leve", o mesmo da composição orgânica - de modo que os carbonados podem ser um remanescente fóssil dos primeiros seres surgidos no planeta, há 3 bilhões de anos. A hipótese de origem no manto ganhou reforço com a descoberta de diamantes na Guiana Francesa em 2010 e que se formaram num tipo de lava que forma rochas chamadas komatiitos que poderiam ter fornecido as condições necessárias para a formação também dos carbonados, segundo Pierre Cartigny, especialista em diamantes do Instituto de Física do Globo, em Paris.